# Oxyethira ramosa
Oxyethira ramosa är en nattsländeart som beskrevs av Martynov 1935. Oxyethira ramosa ingår i släktet Oxyethira och familjen smånattsländor. Inga underarter finns listade i Catalogue of Life.